# Brodogradilište Uljanik
Uljanik je brodogradilište smješteno u gradu Puli, u Republici Hrvatskoj. Ime je dobio po otočiću Uljaniku/Svetom Florijanu na kojemu su nekada rasle masline, a danas su tamo pogoni obrade čelika i gradnje trupa. Jedna se maslina i danas čuva kao simbol.

## Povijest
Uljanik je službeno osnovan 1856. godine, u pomno odabranom pulskom zaljevu, kao brodogradilište Ratne mornarice Austro-Ugarske Monarhije. Temeljac za gradnju položila je 9. prosinca 1856. godine carica Elizabeta, te se taj datum proslavlja kao dan brodogradilišta, jednog od najstarijih danas u svijetu. Nepune dvije godine nakon polaganja temeljca – 5. listopada 1858. godine s navoza je porinut prvi brod – Kaiser s 5194 tone istisnine. Za Austrougarsku ratnu mornaricu je potom napravljena flota od 55 raznih brodova, ukupne istisnine 53 588 tona. Uljanik je u doba Austrijskog Carstva i Austro-Ugarske Monarhije bio i vojna baza; zapošljavao je 4000 radnika i oko 8500 vojnih osoba, što je sveukupno bilo 12 500 zaposlenih. 
Brodogradilište Scoglio Olivi u Puli, preteča današnjeg Uljanika, osnovano je 1918. godine. Godine 1921. podijeljeno je u dva dijela: Arsenal (kopneni dio) koji je ostao pod upravom državne ratne mornarice i Uljanika (otok) koji je postao dioničko društvo. Vlasnici su postali poduzetnici Cosulich iz Trsta.
U dugačkom razdoblju kontinuiranog rada pulsko je brodogradilište prošlo kroz različita razdoblja razvoja. Za vrijeme Kraljevine Italije bavi se popravcima, gradnjom, dokovanjem, i rezanjem starih brodova. Nakon pada Kraljevine Italije 1943. godine, za vrijeme 2. svjetskog rata, brodogradilište je pomorska baza Velikog Njemačkog Reicha. Od 1947. godine obnavlja se u sklopu SFR Jugoslavije. Nastavlja s dokovanjem, gradnjom, rekonstrukcijama, i popravcima brodova. Prva novogradnja isporučena je 1951. godine. Pod svojim okriljem razvija strojogradnju, elektroindustriju i druge proizvodnje. Uljanik je 1991. godine zapošljavao 8500 radnika, s time da je imao svoje pogone otvorenih osamdesetih u Vodnjanu i Šijani.
U Republici Hrvatskoj 1992. godine postaje dioničko društvo,[nedostaje izvor] preživljava krizne godine, nastavlja s brodograđevnom prozvodnjom različitih i specijalnih brodova, a u drugoj polovici 1998. ulazi u razdoblje velike tehnološke obnove. Od 1947. do polovice 2000. Uljanik je isporučio 201 brod, s ukupno više od 6 milijuna DWT, kupcima sa svih kontinenata svijeta. 
Uljanikovi stručnjaci: projektiraju, konstruiraju, i izrađuju sve vrste brodova, tako za prijevoz nafte i naftnih prerađevina, za prijevoz rasutih tereta, kontejnera, kamiona vagona, automobila, putnika. Svaki brod je osebujan, napravljen prema specifičnim zahtjevima kupaca.
Na VLCC gradnjama pulsko je brodogradilište razvilo tehnologiju gradnje trupa iz dva dijela te spajanjem dviju polovica u moru. Na taj način, od 1972. godine do 1976. godine napravljeno je 11 brodova, a najveći su Tarfala (275 000 DWT za stockholmsku kompaniju Trafialtiebolaget Grangesberg) i Kanchenjunga – (s 277 120 tona nosivosti, isporučen 1975. godine indijskoj kompaniji The Shipping Corporation of India).
U Uljaniku je 31. siječnja 2018. u more porinut jedinstveni luksuzni putnički brod za polarna istraživanja Scenic Eclipse, prvi polarni kruzer na svijetu, opremljen malom podmornicom i dvama helikopterima za istraživanje. Od 2007. do danas brodogradilište proživljava krizu, i izgubilo je svoje pogone u Šijani i Vodnjanu.

## Dokumentarni filmovi
O teškim radnim uvjetima u Uljaniku Andrej Korovljev snimio je dokumentarni film Godine hrđe.

## Više informacija
- Brodogradilište 3. Maj
- Brodogradilište Viktor Lenac

## Vanjske poveznice
- Službena stranica brodogradilišta Uljanik
- Popis svih brodova sagrađenih u Uljaniku (1951. – 2005.) (engl.)
- Uljanik d. d. Hrvatska tehnička enciklopedija, portal hrvatske tehničke baštine. LZMK